# Antena de Oro 1967
L'Edició dels Premis Antena de Oro, concedits per l'Agrupació Sindical de Ràdio i Televisió sota la presidència de Luis Arranz el 15 de març de 1968 però corresponents als anys 1966 i 1967, va guardonar:

## Ràdio
- Enrique Mariñas Romero
- Jacinto Ismael Pérez García
- Enrique Gil de la Vega
- Francisco Narbona Sánchez;
- Eduardo Vázquez Carrasco (guionista)
- José Mallorquí;
- Juan Martín Navas
- Joaquín Prat
- Sara Salgado Boo
- Josefina Rizo
- Teófilo Martínez
- Emilio Segura
- Elena Espejo
- Matilde Fernández Vilariño
- Jesús Galindo
- Alfonso Prieto
- Emilio Olabarrieta
- Eugenio Vigueras
- Julio Camarero
- Luis Puig Estévez
- Aníbal Arias (especial)
- Manuel Rodríguez Cano

## Televisió
- Ramon Solanes Pinyol (directiu)
- Adolfo Suárez González (directiu)
- Juan José Castillo (presentador)
- Miguel de la Quadra-Salcedo
- Víctor Ruiz Iriarte (guionista)
- Jaime de Armiñán (guionista)
- Daniel Vindel
- Julio Rico
- Marisa Medina
- Elena Martí
- Agustín González (actor)
- Pablo Sanz (actor)
- María Luisa Merlo (actriu)
- Irene Gutiérrez Caba (actriu)
- José Alvarez Pérez (tècnic)
- Mariano Villaverde (tècnic)
- Eugenio Pena (realitzador)
- Alfredo Castellón (realitzador)
- Matías Manero Gutiérrez
- Emilio Exeres Martínez,
- Luis Ezcurra.
- José de las Casas Acevedo
- Juan José Mayor de la Torre
- Enrique Ramos (president del Sindicat)
- Luis Coronel de Palma